# Особое конструкторское бюро МЭИ
Особое конструкторское бюро МЭИ (ОКБ МЭИ) — организация по разработке радиотехнических систем и комплексов для ракетно-космической техники, обеспечению испытаний ракет и других летательных объектов специального назначения. Входит в госкорпорацию «Роскосмос», является дочерним предприятием АО «РКС».

## История
25 апреля 1947 года Совет министров СССР принял постановление о создании в МЭИ сектора специальных работ по ракетной тематике (п/я 4120). Его основателем стал декан радиотехнического факультета МЭИ Владимир Александрович Котельников. Он же стал его первым руководителем. С 1954 года сектор возглавил Алексей Фёдорович Богомолов.
В период 1947—1953 годов ОКБ МЭИ была разработана, освоена в серийном производстве и передана на вооружение Советской Армии система контроля траектории и определения точки падения ракет Р-2 и Р-5.
После 1954 года А. Ф. Богомолов и В. А. Котельников вошли в состав Совета главных конструкторов, принимавшего все важные решения в рамках космической программы 1940-х — 1950-х годов.
В разработанной в 1953—1955 годах для отработки ракеты Р-7 системе траекторных измерений был применён передатчик-маяк «Факел-М» — появилась первая в мире угломерная фазово-пеленгационная система высокой точности. Созданная радиотелеметрическая система «Трал», обеспечивала телеметрическую информацию о состоянии и функционировании всех систем и агрегатов, о ходе полёта, ориентации и других параметрах и характеристиках. С помощью этих систем были обеспечены пуск первого и второго ИСЗ.
В 1958 году сектор специальных работ был преобразован в «Особое конструкторское бюро МЭИ». Началось строительство нового лабораторного корпуса и корпуса будущего Опытного завода. Быстро росла численность за счёт лучших выпускников МЭИ и других высших учебных заведений. Для ОКБ МЭИ была выделена в Московской области большая территория, где первоначально был создан испытательный полигон, превратившийся в Центр космической связи ОКБ МЭИ «Медвежьи озера». К 1959 году в штате ОКБ МЭИ было около 500 штатных сотрудников. Кроме того, в работе ОКБ участвовало от 100 до 200 преподавателей и сотрудников разных кафедр МЭИ. Опытный завод также имел около 500 рабочих и инженеров.

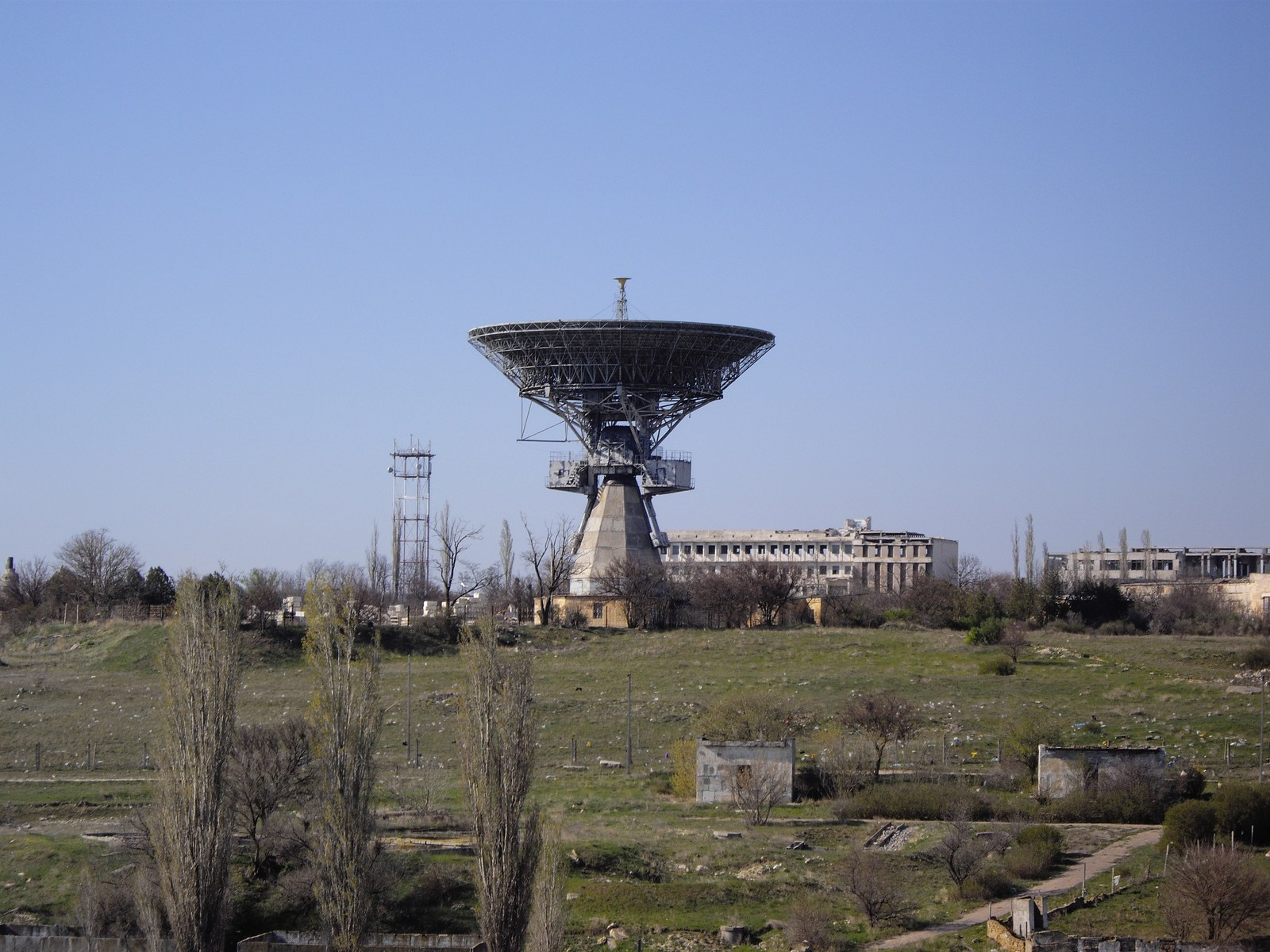
Антенна ТНА-400. Симферополь

22 мая 1959 года вышло Постановление ЦК КПСС и СМ СССР № 569—264 о разработке экспериментального варианта спутника для полёта человека; на ОКБ МЭИ было возложено создание систем радиотелеметрии, контроля траектории и телевидения.
Коллектив бюро разрабатывал радиотехническое оборудование для ИСЗ-1, ИСЗ-2 и ИСЗ-3, телеметрическую («Трал»), траекторную («Рубин») и телевизионную («Трал-Т») системы для обеспечения первого в мире полета человека в космос на корабле «Восток» и первую космическую телевизионную систему «Топаз», позволившую наблюдать первый в мире выход А.А. Леонова в открытый космос из корабля «Восход-2». Прием первых телевизионных изображений и репортажей из космоса Ю.А. Гагарина, Г.С. Титова, П.Р. Поповича, В.В. Терешковой и В.Ф. Быковского обеспечивала созданная антенна ТНА-150.
Усилия ОКБ были отмечены орденом Трудового Красного Знамени.
В ходе реализации лунной программы, для целей телеконтроля и телеуправления лунными аппаратами («Луна-4» — «Луна-12») в 1958—1959 годах ОКБ МЭИ была разработана приёмная антенна ТНА-200 с диаметром зеркала 25 метров, модернизированная для НИП-10 под названием ТНА-400 и успешно использовавшаяся в большом числе космических операций до конца XX века.
К середине 1960-х годов численность ОКБ МЭИ составляла уже около 1 500 человек при такой же численности Опытного завода.

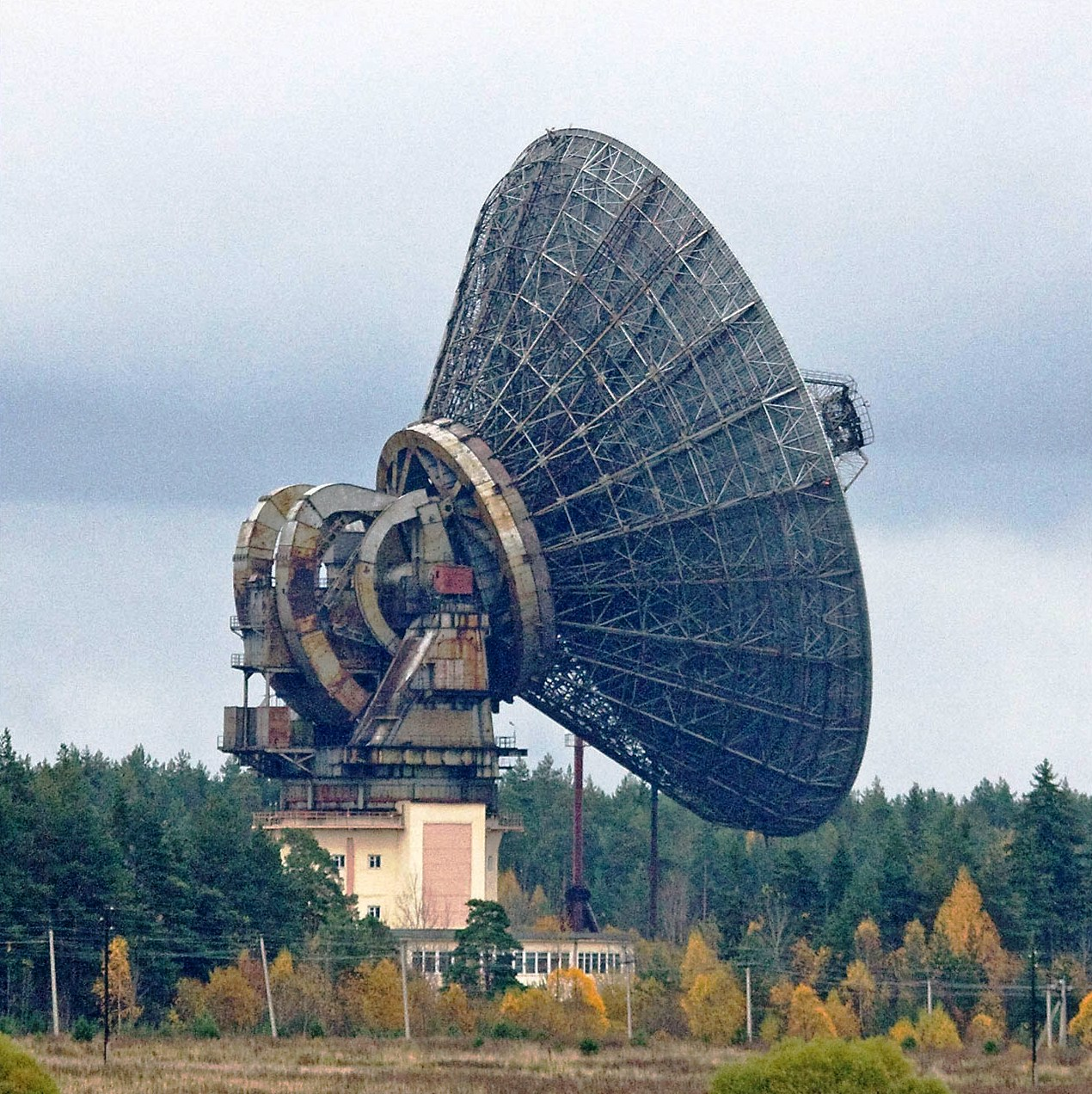
Антенна ТНА-1500. Калязин

В 1970—1980-е годы участвовало в картографировании Венеры с помощью радиолокаторов с синтезированной апертурой автоматических межпланетных аппаратов «Венера-15», «Венера-16», в обеспечении траекторных измерений нескольких десятков космических аппаратов различного назначения, в том числе кораблей «Союз», в создании космического комплекса средств сбора специальной информации «Целина», системы дистанционного зондирования Земли на космической станции «Мир», в создании сети ретрансляционных антенн типа ТНА-57 системы «Орбита-Молния»; были введены в строй два уникальных радиотелескопа ТНА-1500 (РТ-64), обеспечивающих связь с космическими аппаратами, работающими в дальнем космосе.
В 1980-е годы ОКБ МЭИ обеспечило управление всеми низкоорбитными космическими аппаратами Индии.
Со второй половины 1980-х гг и до 2004 года организацией руководил К.А. Победоносцев.
В 1990-е гг организацией был подготовлен проект по созданию китайского РСА. Международное сотрудничество ОКБ МЭИ в области изучения и освоения космоса осуществлялось и с другими странами.
С 2005 года руководителем ОКБ назначен А. С. Чеботарёв.
В настоящее время продолжает разрабатывать новые антенные системы космического, авиационного и наземного базирования, развивает технологии создания перспективных телеметрических систем, создаёт собственный суперкомпьютер.
С 2022 года директор К. В. Емельянов.
20 июля 2023 года, на фоне вторжения России на Украину, бюро включено в блокирующий санкционный список США против предприятий поддерживающих войну России против Украины.